# 烏茨科韋
51°26′22″N 34°8′10″E / 51.43944°N 34.13611°E
烏茨科韋（烏克蘭語：Уцькове）是位於烏克蘭東北部的村莊，由蘇梅州科諾托普區的新斯洛博達市鎮負責管轄。該村處於別留什卡河畔，距離錫梅基內和馬丘利夏1公里，海拔高度167米，2001年人口82。